# Test inteligencji
Test inteligencji – test psychometryczny mierzący iloraz inteligencji. Rozkład wyników testu jest w przybliżeniu opisywany krzywą dzwonową rozkładu normalnego.
Test jest tak konstruowany, aby średni dla danej populacji (kraj, grupa wiekowa) wynik testu wynosił 100 jednostek, natomiast średni rozrzut (σ) statystyczny wyników wynosił 15. Oznacza to, że wynik od 85 do 115 wskazuje na przeciętną inteligencję (ok. 68% wszystkich wyników w populacji), a wynik powyżej 115 wskazuje na inteligencję wyższą niż przeciętna, zaś poniżej 85 na inteligencję niższą niż przeciętna.
Testy mierzące IQ (II, iloraz inteligencji) muszą być regularnie poprawiane i udoskonalane (wzorcowane), ponieważ wykonanie różnych zadań zmienia się ze zmianami kulturowymi, np. zmianie ulega znajomość różnych słów, faktów czy osiągnięć naukowych. W państwach cywilizacji zachodniej stwierdzono wzrost ilorazu inteligencji populacji od początku XX wieku (efekt Flynna).

## Skala Inteligencji Bineta-Simona
Prawzorem współczesnych testów IQ jest Skala Inteligencji Bineta-Simona (którego późniejszą wersją jest test Stanford-Bineta) stworzona przez twórcę pojęcia wieku umysłowego – Alfreda Bineta w 1905. Pierwotnym celem tego testu było wyszukiwanie uczniów w szkołach podstawowych, którzy wymagają szczególnej pomocy w nauczaniu.
Założenie Bineta było takie, że słaby wynik IQ nie wskazuje na niemożność osiągnięcia dobrych wyników w nauce, lecz osoby takie wymagają dodatkowej, specjalistycznej pomocy i wsparcia w procesie edukacji.

## Współczesne testy inteligencji
Współczesne testy IQ zazwyczaj dobrze potrafią ustalić poziom wykonania zdefiniowanych umiejętności kognitywnych (sprawność językowa, arytmetyczna, skojarzeniowa, analityczna i przestrzenna) w formie krótkich zadań, przy czym zadania badające określone umiejętności są przemieszane tak, aby nie nużyć badanych osób. Testy pozwalają zazwyczaj zmierzyć poziom umiejętności w każdym z tych bloków sprawności osobno – zaś wartość IQ jest obliczana jako ich wypadkowa.
Często stawia się zarzut, że testy IQ mierzą właściwie to, co ich twórcy uznają za inteligencję, i że inaczej skonstruowany test może dać odmienny wynik. Jednakże liczne badania wykazały, że pomiary wykonywane przy pomocy różnych testów dają zaskakująco zbieżne rezultaty. Testy, w których występują zadania, które nie są nastawione na ściśle określone sprawności, lecz starają się badać ich kombinacje, dają podobne wartości IQ do testów tradycyjnych.
Przeciwnicy testów IQ bardzo często podnoszą argument, że z praktycznego punktu widzenia dużo ważniejsze są konkretne zdolności umysłowe ludzi, których pomiar mogłyby dawać ich „profil intelektualnych zdolności” przydatny przy np. wyborze szkoły, zawodu. Jednakże badania testami IQ wskazują, że poza nielicznymi przypadkami, zwykle dotyczącymi osób o szczególnie wysokim lub niskim ilorazie ogólnym, wynik pomiaru wszystkich poszczególnych sprawności jest bardzo zbliżony do średniego IQ.
Współcześnie najbardziej popularnym testem dla dorosłych jest WAIS-R, używa się także często innego narzędzia: Testu matryc Ravena (Raven’s Progressive Matrices).

## Krytyka testów IQ
Wielu psychologów uważa, że wszelkie testy psychometryczne dają zafałszowany i nadmiernie uproszczony obraz umiejętności umysłowych i emocjonalnych ludzi, sztucznie ich selekcjonując na „lepszych” i „gorszych”. Np. w książce The Mismeasure of Man profesor Stephen Jay Gould poddał druzgocącej krytyce podstawy naukowe testów psychometrycznych i dowodził, że są one wręcz rodzajem „rasizmu naukowego”, zwłaszcza jeśli są stosowane, aby udowodnić „wyższość” jakiejś grupy społecznej nad innymi (np. wyższość mężczyzn nad kobietami czy „rasy żółtej” nad „białą”). (zob. norma (psychologia)). Z podobnych powodów w ZSRR od 1936 stosowanie testów było zakazane.
Jakkolwiek same testy IQ są ciągle zagadnieniem bardzo kontrowersyjnym z naukowego i społecznego punktu widzenia, są one wciąż dość szeroko stosowane w badaniach psychologicznych i socjologicznych, głównie z braku innych, lepszych narzędzi pomiarowych. Naukowcy stosujący je do badań mają zwykle świadomość ich braków, natomiast inni ludzie mają często tendencję do przeceniania uzyskiwanych dzięki nim wyników.
Zwolennicy stosowania testów IQ wykazują, że istnieje wiele badań wskazujących na interesujące korelacje między ilorazem inteligencji mierzonym tymi testami a rozmaitymi danymi statystycznymi, które to korelacje inaczej nie zostałyby nigdy odkryte. Np.:
- Badania przeprowadzone w Szkocji dowiodły, że ludzie z IQ niższym niż 85 mają o 37% mniejszą szansę dożycia do 76. roku życia niż ludzie o IQ wyższym niż 115.
- Badania przeprowadzone przez Charlesa Murraya w USA dowiodły silnej, dodatniej korelacji między wysokością rocznych dochodów i poziomem IQ.
- Kontrowersyjne badania zatytułowane IQ i zamożność narodów zdają się potwierdzać, że istnieje ogólna dodatnia zależność między dochodem narodowym na osobę a średnim IQ ludności danego kraju. Może to jednak wynikać zarówno z faktu, że „inteligentniejsze” narody lepiej sobie radzą, jak i z faktu, że w bogatszych krajach istnieje więcej impulsów (lepsza edukacja, łatwiejszy dostęp do źródeł informacji, więcej wolnego czasu) tworzących wyższe IQ ludności.

Inny często wysuwany zarzut pod adresem tych testów zarzuca im niepotrzebne zawężanie zakresu badanych sprawności umysłowych, pomijając tak istotne dla każdego zdolności jak inteligencja emocjonalna, zdolności artystyczne czy kreatywność. Testy twórczości nie są tak trafne i rzetelne jak testy inteligencji, analizy statystyczne danych pochodzących z nich nie upoważniają do stwierdzenia, że istnieje czynnik ogólny twórczości. Istnieją testy starające się mierzyć inteligencję emocjonalną, są one jednak bardzo kontrowersyjne.
Poważnym zarzutem jest także możliwość sztucznego podwyższenia swojego IQ poprzez systematyczny, długotrwały trening w rozwiązywaniu typowych zadań stosowanych w testach inteligencji. Oznacza to, że testy takie mierzą raczej szybkość rozwiązywania typowych, znanych problemów, niż umiejętność radzenia sobie w nieznanych sytuacjach, co jest prawdziwą oznaką inteligencji.

## Testy IQ w Internecie
Istnieje wiele stron WWW z testami IQ i są one dość popularne, jednak ich użyteczność i wiarygodność jest kontrowersyjna. W przypadku takich testów liczy się głównie ich trafność fasadowa – treść testu jedynie wskazuje na to, co jest „badane”. W rzeczywistości mają one wątpliwą wartość psychometryczną i nie dają wiarygodnej oceny inteligencji.
Testy IQ – aktualne, skalibrowane dla badanej populacji – nie są udostępniane do wiadomości publicznej, ponieważ zakłócałoby to otrzymywane z ich użyciem wyniki. Inaczej mówiąc, możliwość „ćwiczenia” testu przed przystąpieniem do niego zwiększa szansę na uzyskanie lepszego wyniku.
Dlatego testy IQ dostępne w Internecie (a także w formie ogólnie dostępnych programów lub drukowane w ogólnie dostępnych czasopismach) są zwykle przestarzałymi testami nieuwzględniającymi efektu Flynna, które rozmaitymi drogami przedostały się do opinii publicznej. Mogą to być też testy opracowane przez nieuprawnione osoby, które chcą zarobić, np. poprzez oferowanie płatnych zaświadczeń o poziomie inteligencji lub produkcję atrakcyjnych programów telewizyjnych w celu emisji reklam.
Podstawowym wymogiem wiarygodności wyniku testu IQ jest pewność, że badana osoba wcześniej się z nim nie zetknęła. Ponadto wiarygodny pomiar IQ musi spełniać ściśle określone warunki jego przeprowadzania, np. odpowiednie do tego celu pomieszczenie, zapewnienie spokoju i bezpieczeństwa, brak czynników rozpraszających uwagę.
W Polsce testom IQ można się poddać np. w gabinetach psychologicznych lub przystępując do testów organizowanych przez stowarzyszenie Mensa.